# 格斯特山
格斯特山（英語：Mount Gester）是南極洲的山峰，位於瑪麗伯德地，處於強森冰川和文茲克冰川之間，海拔高度950米，美國地質調查局根據測量和美國海軍拍攝的空中照片繪入地圖，現時由南極條約體系管理。